# Hipótese nula
Em Estatística, a hipótese nula, representada por {\displaystyle H_{0}}, é uma hipótese que é apresentada sobre determinados factos estatísticos e cuja falsidade se tenta provar através de um adequado teste de hipóteses.
Uma hipótese nula geralmente afirma que não existe relação entre dois fenômenos medidos. Por exemplo, em física: "o aumento da diferença de potencial não afeta a corrente em um condutor". Em pesquisa farmacológica: "um tratamento médico em potencial não tem nenhum efeito". Em pesquisa de mercado: "um aumento de 5% no preço de um determinado produto não afetará adversamente as vendas dele".
É uma hipótese que se pretende confrontar com os factos. Muitas vezes é uma afirmação quanto a um parâmetro que é uma propriedade estatística de uma população. Quando não é possível ou viável observar toda a população, o teste é baseado na observação de uma amostra aleatória da população. Tal parâmetro é frequentemente a média ou o desvio padrão.
Muitas vezes tal hipótese consiste em afirmar que os parâmetros ou características matemáticas de duas ou mais populações são idênticos.
Normalmente a hipótese nula é formulada sob a forma duma igualdade, ou seja, é uma hipótese simples.

## Exemplo
Se quisermos comparar os resultados nos exames de duas amostras aleatórias de homens e mulheres, a hipótese nula poderia ser "que a média do resultado no exame da população masculina do qual a primeira amostra foi retirada é o mesmo que o da amostra de população feminina, da segunda amostra":
{\displaystyle H_{0}:\mu _{1}=\mu _{2}}
em que:
H0 = a hipótese nula
μ1 = a média da população 1, e
μ2 = a média da população 2.
Alternativamente, a hipótese nula pode postular que as duas amostras são retiradas da mesma população:
{\displaystyle H_{0}:\mu _{1}-\mu _{2}=0}

## Conclusões possíveis sobre a hipótese nula
Como foi referido, num teste de hipóteses tenta provar-se a falsidade da hipótese nula. Assim, apenas duas decisões podem ser tomadas:
- rejeitar a hipótese nula;
- não rejeitar a hipótese nula.

Saliente-se que não rejeitar a hipótese nula significa apenas que não se conseguiu, através dos dados disponíveis, demonstrar a sua falsidade, o que difere completamente de provar a sua veracidade.
Fazendo uma analogia com os processos judiciais, a hipótese nula é que o réu é inocente. Durante o julgamento tenta-se provar a falsidade desta hipótese, ou seja, que o réu é culpado. Mas no caso de não se conseguir provar a culpa, isso não significa que o réu seja inocente; significa apenas que não foram encontradas provas suficientes. É completamente diferente portanto, não rejeitar uma hipótese ou aceitar uma hipótese.
O facto de não se poder aceitar a hipótese nula, mas apenas não a rejeitar, tem a ver com os erros que podem ser cometidos ao rejeitar ou não rejeitar a hipótese.

## Hipótese nula e hipótese alternativa
Na maioria das vezes, ao mesmo tempo que se formula a hipótese nula, formula-se uma outra hipótese, contraditória à primeira, chamada hipótese alternativa, denotada por {\displaystyle H_{1}}. A hipótese alternativa, porém, não tem de ser a negação da hipótese nula. Por exemplo, supondo que formulamos a seguinte hipótese nula acerca do valor da média duma população:
H0: μ = θ
Podemos formular as seguintes hipóteses alternativas:
- H1: μ ≠ θ
- H1: μ < θ
- H1: μ > θ

Cada par hipótese nula/hipótese alternativa conduz a um teste de hipóteses diferente. Saliente-se que assumir uma diferente hipótese alternativa pode conduzir a uma decisão diferente relativamente à hipótese nula.
A escolha do par hipótese nula/hipótese alternativa depende do contexto do problema, do parâmetro a testar e das conclusões a que se pretende chegar, tendo em conta que a hipótese nula é sempre formulada sob a forma de igualdade.